# Tayseer Rajab Al-Tamimi
Scheich Tayseer Rajab Al-Tamimi (arabisch تيسير رجب التميمي, DMG Taisīr Raǧab at-Tamīmī) ist der Oberste Richter des islamischen Gerichts in den palästinensischen Gebieten und Leiter des المركز الفلسطيني لحوار الأديان والحضارات / al-markaz al-falasṭīnī li-ḥiwār al-adyān wa-l-ḥaḍārāt / ‚Palästinensischen Zentrums für den Dialog zwischen den Religionen und Kulturen‘ (englisch Palestinian Center for Religion and Civilization Dialogue).
Er war einer der 138 Unterzeichner des offenen Briefes Ein gemeinsames Wort zwischen Uns und Euch (engl. A Common Word Between Us & You), den Persönlichkeiten des Islam an „Führer christlicher Kirchen überall“ (englisch: „Leaders of Christian Churches, everywhere …“) sandten (13. Oktober 2007).

## Video
- youtube.com (zusammen mit Benedikt XVI., Chaim Cohen, Michel Sabbah, Aris Shirvanian, Sha'ar Yashuv Cohen)